# The Royal Scam
Albums de Steely Dan
Katy Lied
(1975) Aja
(1977)
The Royal Scam (1976) est le cinquième album du groupe de rock américain Steely Dan.

## Historique
Certifié disque d'or aux États-Unis et classé #15 dans les charts, The Royal Scam est l'album de Steely Dan le plus orienté vers la guitare, avec des performances de Walter Becker et Denny Dias et des musiciens de studio incluant Elliott Randall (en), Dean Parks (en) et Larry Carlton, ce dernier contribuant au solo sur le titre Kid Charlemagne, considéré par certains comme étant le meilleur solo de guitare du catalogue du groupe. Pour la rythmique, les batteurs Rick Marotta et Bernard Purdie et les bassistes Timothy B. Schmit et Chuck Rainey ont été recrutés.

## Liste des chansons
Compositions de Becker et Fagen, sauf indication contraire 
1. Kid Charlemagne – 4:38
2. The Caves of Altamira – 3:33
3. Don't Take Me Alive – 4:16
4. Sign in Stranger – 4:23
5. The Fez (Becker, Fagen, Paul Griffin) – 4:01
6. Green Earrings – 4:05
7. Haitian Divorce – 5:51
8. Everything You Did – 3:55
9. The Royal Scam – 6:30

## Musiciens

### Steely Dan
- Walter Becker - Guitare basse, Guitare, Chant
- Donald Fagen - Claviers, Chant, Chœurs
- Denny Dias - Guitare

### Musiciens invités
- Elliott Randall (en) - Guitare
- Larry Carlton - Guitare
- Hugh McCracken - Guitare
- Dean Parks (en) - Guitare
- Timothy B. Schmit - Basse, Chant, Chœurs
- Chuck Rainey  - Basse
- Victor Feldman - Claviers
- Paul Griffin (en) - Claviers, Chant
- Don Grolnick - Claviers
- Jim Horn - Saxophone
- Plas Johnson - Saxophone
- Dick Hyde - Trompette
- Slyde Hyde - Trompette
- John Klemmer - Trompette
- Bob Findley - Trompette
- Chuck Findley - Trompette
- Richard Hyde - Trombone
- Rick Marotta - Batterie
- Bernard Purdie - Batterie
- Gary Coleman - Percussions
- Michael McDonald - Chant, Chœurs
- Shirley Matthews - Chant, Chœurs
- Clydie King - Chant, Chœurs
- Venetta Fields - Chant, Chœurs

## Production
- Producteur : Gary Katz
- Ingénieur du son : Roger Nichols
- Mixage : Barney Perkins
- Consultant son : Dinky Dawson
- Arrangements Cuivres : Walter Becker, Donald Fagen, Chuck Findley
- Direction artistique : Ed Caraeff
- Pochette : Zox
- Typographie : Tom Nikosey